# New Denver
New Denver (offiziell Village of New Denver) ist ein Dorf im südwestlichen Zentrum der kanadischen Provinz British Columbia. Die Gemeinde gehört zum Regional District of Central Kootenay.

## Lage
Die Gemeinde liegt am Ostufer des Slocan Lake im Bereich der Selkirk Mountains. Die Gemeinde liegt etwa 150 Kilometer südlich von Revelstoke und etwa 100 Kilometer nördlich von Castlegar bzw. von Nelson. Westlich der Gemeinde, am anderen Ufer des Sees liegt der Valhalla Provincial Park.

## Geschichte
Das Gebiet, in dem das Dorf liegt, ist traditionelles Siedlungs- und Jagdgebiet der First Nations, hier hauptsächlich der Secwepemc und der Ktunaxa.
Die heutige Gemeinde entstand 1892, damals noch unter dem Namen „Eldorado City“, als sich hier Händler niederließen, welche den Goldsuchern in die Region gefolgt waren. 1915 erfolgte dann die Umbenennung in „New Denver“. Die Zuerkennung der kommunalen Selbstverwaltung für die Gemeinde erfolgte am 12. Januar 1929 (incorporated als „Village Municipality“).
Im Zusammenhang mit dem Zweiten Weltkrieg betrieb der kanadische Staat von 1942 bis 1947 hier ein Internierungslager für  japanischstämmige Kanadier. Die Stätte wurde am 8. Juni 2007 als Nikkei Internment Memorial Centre zur National Historic Site of Canada erklärt.
Zwischen 1953 und 1959 wurden in einer Residential School in New Denver bis zu 200 Kinder im Alter von 7 bis 15 Jahren untergebracht, die ihren Eltern, welche den „Sons of Freedom“ (einer radikalen Sekte der Duchoborzen) angehörten, entzogen worden waren. Offizieller Hintergrund war die Weigerung der „Söhne der Freiheit“, ihre Kinder in eine Schule zu schicken.

## Demographie
Die offizielle Volkszählung im Jahr 2016, der Census 2016, ergab für die Gemeinde eine Bevölkerungszahl von 473 Einwohnern, nachdem der Zensus im Jahr 2011 für die Gemeinde noch eine Bevölkerungszahl von 504 Einwohnern ergab. Die Bevölkerung hat dabei im Vergleich zum letzten Zensus im Jahr 2011 deutlich um 6,2 % abgenommen und sich damit deutlich gegen den Provinzdurchschnitt, mit einer Bevölkerungszunahme in British Columbia um 5,6 %, entwickelt. Bereits im Zensuszeitraum 2006 bis 2011 hatte die Einwohnerzahl in der Gemeinde entgegen der Entwicklung in der Provinz um 1,6 % abgenommen, während sie im Provinzdurchschnitt um 7,0 % zunahm.
Beim Zensus 2016 wurde für die Gemeinde ein Medianalter von 60,9 Jahren ermittelt. Das Medianalter der Provinz lag 2016 nur bei 43,0 Jahren. Das Durchschnittsalter lag bei 54,4 Jahren, bzw. bei nur 42,3 Jahren in der Provinz. Beim Zensus 2011 wurde für die Gemeinde noch ein Medianalter von 56,5 Jahren ermittelt. Das Medianalter der Provinz lag 2011 bei 44,0 Jahren.

## Verkehr
Die Gemeinde liegt am Highway 6. welcher die Gemeinde in Nord-Süd-Richtung durchquert. Weiterhin beginnt in New Denver der Highway 31A, welcher von hier nach Osten nach Kaslo am Kootenay Lake führt.